# Rick Remender
Rick Remender (* únor 1973, USA) je americký komiksový scenárista a tvůrce animovaných seriálů a filmů. Začínal u vydavatelství SLG Publishing, ale brzy poté se ucyhtil i u Image Comics, Dark Horse Comics a Marvel Comics. Proslus prací na sérii Punisher vol. 8, autorské sérii Fear Agent a Marvel sérií Uncanny X-Force a Venom.
Také spolupracoval na animovaných filmech, jako jsou Železný obr (1999), Anastasia, Titan A.E. a Dobrodružství Rockyho a Bullwinkla (oba 2000). Nakreslil i několik obalů hudebních alb, například pro kompilaci SideOneDummy Records s názvem Start Your Engines (1999) a pro EP skupiny NOFX Never Trust a Hippy (2006).

## Česká vydání
- 2015 - Ultimátní komiksový komplet #72 - Venom (s Tony Moore, Venom (Vol. 2) #1–5, 2011)
- 2024 - Agent strachu (s různými umělci, Fear Agent #1–32 (2005 - 2011), Fear Agent: The Last Goodbye (2007) a Tales of the Fear Agent (2007)
- 2025 - Sedm na věčnost (s James Harren a Jerome Opeña, Seven to Eternity #1–17, 2016–2021)

### SLG Publishing
- Captain Dingleberry #1-7 (s Harper Jaten, 1999)
- Murder Can Be Fun #12: "The Ride of Your Life!" (scénář i kresba, 1999)
- Black Heart Billy #1-2 (s Kieron Dwyer, 2000)

### Image Comics
- Sea of Red #1-13 (s Kieron Dwyer, Salgood Sam, Paul Harmon a Francesco Francavilla, 2005–2006)
- Strange Girl #1-18 (s Eric Nguyen, Harper Jaten, Jerome Opeña, Nick Stakal, Micah Farritor a Peter Bergting, 2005–2008)
- Fear Agent #1-11 (s Tony Moore, Jerome Opeña a Francesco Francavilla, 2005–2007)
- 24Seven Volume 1: "I Love Living in the City" (s Paul Azaceta, 2006)
- Put the Book Back on the Shelf: "Nice Day for a Sulk" (s John Heebink, 2006)
- Doll and Creature #1-4 (s John Heebink, 2006)
- The Last Christmas #1-5 (s Brian Posehn a Gerry Duggan, 2006)
- Sorrow #1-4 (s Seth Peck a Francesco Francavilla, 2007–2008)
- XXXombies #1-4 (s Tony Moore a Kieron Dwyer, 2007)
- Popgun Volume 1: "The Death of the Midnight Sky" (s Josh Hoye, 2007)
- Frank Frazetta's Creatures (s Peter Bergting, one-shot, 2008)
- Black Science #1-43 (s Matteo Scalera, 2013–2019)
- Deadly Class #1-56 (s Wesley Craig a Lee Loughridge, 2014-2022)
- Low #1-26 (s Greg Tocchini, 2014-2021)
- Tokyo Ghost #1-10 (s Sean Gordon Murphy a Matt Hollingsworth, 2015–2016)
- Seven To Eternity #1–17 (s Jerome Opeña a Matt Hollingsworth, 2016–2021)
- Death or Glory #1–11 (s Bengal, 2018–2020)
- The Scumbag #1–14 (s různými, 2020–2022)
- A Righteous Thirst for Vengeance #1–11 (s Andre Araujo, 2021–2022)
- The Sacrificers #1–... (s Dave McCaig, 2023–...)
- The Holy Roller #1–... (s Roland Boschi, 2023–...)

### Dark Horse Comics
- Man with the Screaming Brain #1-4 (s Bruce Campbell a David Goodman, 2005)
- Fear Agent #1-32 (s Tony Moore, Jerome Opeña, Kieron Dwyer a Mike Hawthorne, 2007–2011)
- The End League #1-9 (s Mat Broome a Eric Canete, 2008–2009)
- Gigantic #1-5 (s Eric Nguyen, 2008–2010)

### Marvel Comics
- What If? featuring Age of Apocalypse: "What If Legion Had Killed Xavier and Magneto?" (s Dave Wilkins, one-shot, 2008)
- Wolverine: Dangerous Games: "Purity" (s Jerome Opeña, one-shot, 2008)
- Deadpool #1000: "Appetite for Destruction" (s Jerome Opeña, 2010)
- Uncanny X-Force #1-35 (s Jerome Opeña a dalšími, 2010–2013)
- Punisher War Journal vol. 2 #19-25 (s Matt Fraction a Howard Chaykin, 2008–2009)
- Punisher vol. 8 #1-16 (s různými umělci, 2009–2010)
- Franken-Castle #17-21 (s Roland Boschi, Jefte Palo, Tony Moore, Paco Diaz a Daniel Brereton, 2010)
- Punisher: In the Blood #1-5 (s Roland Boschi, 2011)
- Dark Reign: The Cabal: "The Hood: Family Trust" (s Max Fiumara, one-shot, 2009)
- Thunderbolts #137 (s Mahmud A. Asrar, 2009)
- Doctor Voodoo: Avenger of the Supernatural #1-5 (s Jefte Palo, 2009–2010)
- Age of Heroes #1: "Doctor Voodoo: A Date with the Doctor" (s Chris Samnee, 2010)
- 1 Month 2 Live #1 s #5 (2010)
- What If Venom Possessed Deadpool? (s Shawn Moll, 4x one-shot, 2011)
- Venom #1-22 (s Tony Moore a dalšími, 2011–2012)
- Secret Avengers #21.1 a #22-37 (s různými umělci, 2012)
- Uncanny Avengers vol. 1 #1-25 (s John Cassaday a Steve McNiven, 2012–2014)
- Uncanny Avengers vol. 2 #1-5 (s Daniel Acuña a Gerry Duggan, 2015)
- Captain America vol.7 #1-25 (s John Romita, Jr. a dalšími, 2013–2014)
- All-New Captain America vol. 1 #1-6 (s Steve Immonen, 2014–2015)
- Winter Soldier: The Bitter March #1-5 (s Roland Boschi, 2014)
- Avengers & X-Men: AXIS #1-9 (s Adam Kubert, Leinil Francis Yu a dalšími, 2014)
- Avengers: Rage of Ultron (s Jerome Opeña, 2015)
- Hail Hydra #1-4 (s Roland Boschi, 2015)

### Dynamite Entertainment
- Devolution #1-5 (s Jonathan Wayshak, 2016)